# Vendor Rating Systems
VRS (Vendor Rating Systems) é um método de avaliação e medição da performance dos fornecedores. (CHARY, 2007).
O método de avaliação é caracterizado por seis aspectos principais (Badiru, 1995, p.52):
- Formação de uma equipa de avaliação que está identificada com os processos da empresa e os produtos dos fornecedores;
- Determinar a amostra de fornecedores sujeita a avaliação;
- Os fornecedores avaliados são notificados da avaliação;
- Os fornecedores são avaliados por toda a equipa de avaliação;
- Com base nos critérios específicos de qualidade os fornecedores são classificados por cada membro da equipa de avaliação de forma anónima;
- Desenvolve-se um processo de avaliação ponderada para no final poder estabelecer comparações.